# Spinomelon
Spinomelon is een geslacht van weekdieren uit de  familie van de Volutidae.

## Soorten
- Spinomelon aculeata (Hutton, 1885) †
- Spinomelon allani (Marwick, 1926) †
- Spinomelon awaterensis L. C. King, 1934 †
- Spinomelon benitens (Finlay, 1926) †
- Spinomelon confusa (Marwick, 1926) †
- Spinomelon elimatus Marwick, 1931 †
- Spinomelon enysi Marwick, 1926 †
- Spinomelon formosa (Laws, 1935) †
- Spinomelon henryi Laws, 1933 †
- Spinomelon kingi Marwick, 1965 †
- Spinomelon mira Marwick, 1926 †
- Spinomelon parki (Suter, 1907) †
- Spinomelon residua (Finlay, 1926) †
- Spinomelon speighti Marwick, 1926 †
- Spinomelon superstes (Marwick, 1926) †
- Spinomelon suteri (Marwick, 1926) †
- Spinomelon thomsoni (Marwick, 1926) †